# Пионерский (Талицкий муниципальный округ)
Пионе́рский — посёлок в Талицком городском округе Свердловской области России.

## География
Посёлок Пионерский расположен в 10 километрах к северу от города Талицы, на обоих берегах реки Сугатки. В 1,5 километрах к югу от посёлка пролегает автодорога Р351 (Екатеринбург — Тюмень) — Сибирский тракт. К Сибирскому тракту ведёт подъездная автодорога. У поворота с тракта на Пионерский установлена стела «Племенной завод Пионер». 

## История
Действовал совхоз «Пионер». Пионерский посёлок был основан в 1932 году.
В 2010 году в посёлке был освящён храм во имя преподобного Серафима Саровского.
В 2016 году при школе открыли современный стадион с искусственным покрытием футбольного поля.

## Население
| 2002 | 2010  |
| ---- | ----- |
| 1671 | ↘1605 |

В посёлке Пионерском проживает Голенева, Екатерина Михайловна — Герой Социалистического Труда, доярка госплемзавода «Пионер», депутат Верховного Совета СССР 9 созыва.

## Инфраструктура
Мемориал Великой Отечественной войны. В посёлке имеется дом культуры, при нём парк имени В. Казанцева. На территории парка стоит памятник Ленину, в 2022 году установлен постамент "Лосиха и лосёнок". Социально-реабилитационный центр, сельская библиотека. Учреждения образования — Пионерская средняя школа со стадионом, детский сад № 32 «Малыш». Действует Церковь Серафима Саровского. Общая врачебная практика-детская больница, больница для взрослых. Общественная баня, отделение Сбербанка. Пионерская пожарная часть. Имеется шесть различных магазинов, парикмахерская, пекарня, автомойка, тренажёрный зал, свиноводческая ферма.